# Paul Virilio
Paul Virilio, född 4 januari 1932 i Paris, död 10 september 2018 i Paris, var en fransk filosof med fokus på kulturteori, stadsplanering och estetik. Han är mest känd för sina texter om hur teknologi utvecklas i förhållande till hastighet och makt, med en mängd referenser som arkitektur, staden och militärväsendet.
Paul Virilio är hastighetens teoretiker, och med sitt begrepp dromologi (läran om hastighet) utvecklade han teorier om hur teknologins fysiska hastighet påverkar hela samhället. Det som rör sig snabbt tenderar att dominera det som rör sig långsamt. Innehav av ett territorium handlar inte primärt om lagar och avtal, utan i första hand om rörlighet.
Virilio arbetade med krig, arkitektur och moderna medier, samtliga utifrån en teoretisk ram om dromologi.